# 紀陽情報システム
株式会社紀陽情報システム（きようじょうほうシステム）は、和歌山県和歌山市中之島にある紀陽銀行向芝オフィス内に本社を置くシステムインテグレーター（ユーザー系）。紀陽銀行の連結子会社である。同行のシステム開発部門として事業展開を行っている。

## 沿革
- 1985年2月　紀陽ソフトウェアサービスとして設立。